# Арайя, Артуро
Артуро Арайя Петерс (исп. Arturo Araya Peeters, 30 января 1926 года, Провиденсия, Сантьяго, Чили — 27 июля 1973 года, там же) — чилийский военный деятель, капитан первого ранга ВМС. Военно-морской адъютант Президента Чили Сальвадора Альенде (1970—1973).
Убит боевиками неофашистских террористических группировок «Патриа и либертад» и «Командо Роландо Матус» в ходе подготовки военного переворота.

## Биография
Артуро Арайя родился в коммуне Провиденсия, расположенной в столице страны Сантьяго. Получил образование в Лицее Эдуардо де ла Барра в городе Вальпараисо. 12 февраля 1942 года поступил в Военно-морскую школу имени Артуро Прата, окончив её 1 января 1947 года с присвоением звания мичмана. С 1948 по 1950 год проходил службу на острове Квирикина (2-я военно-морская зона) в качестве инструктора школы морской пехоты. В 1957 году получил назначение инструктором курсантов Военно-морского училища, в следующем году был назначен командиром корвета «Эсмеральда» с присвоением звания капитана. С 1960 по 1961 год проходил обучение в Военно-морской академии и получил звание штабного офицера, в 1965 году дослужился до капитана фрегата. С 1968 по 1970 год Арайя занимал должность начальника Отдела по связям с общественностью ВМС Чили, после чего стал заместителем директора Военно-морского училища.
3 ноября 1970 года, после вступления в должность избранного Президента Чили Сальвадора Альенде, был назначен его военно-морским адъютантом с присвоением чина капитана первого ранга.

## Гибель и расследование 1973 года

### Покушение
В период с 27 июля по 3 августа 1973 года боевики террористических организаций «Родина и свобода» и «Команда Роландо Матуса», связанных с участвующими в военном заговоре кругами чилийского генералитета, провели серию терактов против правительства Альенде. 27 июля в 01:30 ночи (по UTC-3) террористы забросили во двор дома Арайи самодельное взрывное устройство, после чего выбежавший на балкон с пистолетом в руках офицер подвергся обстрелу из автоматов и был убит снайпером. Согласно результатам медицинского вскрытия тела, в Арайю попало шесть пуль, ставшая причиной смерти прошла с большого расстояния по траектории «спереди назад, слева направо и слегка сверху вниз».

### Расследование ВМС
Террористы и их союзники в командовании чилийских ВМС осознавали, что, даже несмотря на открыто благожелательное отношение к ним со стороны судебных органов (включая военные), в которых работало множество противников чилийского президента, убийство столь высокопоставленного лица будет подвергнуто серьёзному расследованию, поэтому в первые же дни после гибели Арайи расследование убийства взяло в свои руки командование ВМС, сразу засекретившее ход следствия.

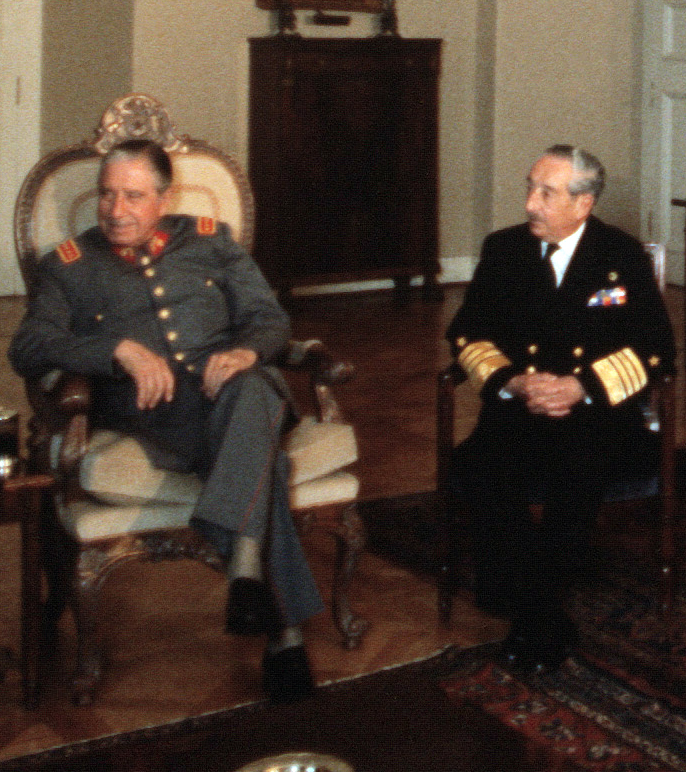
Главнокомандующий Сухопутных войск Вооружённых сил Чили генерал Аугусто Пиночет Угарте (слева) и Главнокомандующий ВМС Чили адмирал Хосе Торибио Мерино (справа) — руководители военного антиправительственного заговора. Захватив власть в стране, они помиловали всех участников покушения.

Лейтенанту Службы военно-морской разведки (SIN) Даниэлю Гимперту Корвалану и капитану Службы разведки Корпуса карабинёров Герману Эскивелу Кабальеро было поручено найти человека, которого можно было бы предъявить суду в качестве убийцы Арайи. Их выбор пал на электромеханика Хосе Луиса Рикельме Баскуньяна, работавшего в Корпорации развития производства (CORFO) и состоявшего в Радикальной партии, входившей в правящую коалицию. Он был арестован и под пытками дал нужные заговорщикам показания, после чего отдан под суд военно-морского трибунала, где «сознался», что застрелил адъютанта президента по приказу Бруно, одного из лидеров GAP.
Основываясь на показаниях Рикельме, оппозиция (в лице сенаторов от Национальной партии Виктора Гарсия Гарсены и Фернандо Очагавия, депутата от Христианско-демократической партии Клаудио Оррего Викунья и директора печатного органа ХДП «La Prensa» Хорхе Наваррете) развернула активную кампанию нападок на правительство.
Однако вскоре Следственная полиция Чили в ходе очередной облавы задержала банду из 32 человек, среди которых были опознаны следующие лица:
- Рене Гильермо Клавери Бартет[Комм. 5];
- Марио Эдуардо Рохас Зегерс;
- Гильермо Франсиско Некочеа Аспиллага;
- Мигель Виктор Сепульведа Кампос[Комм. 6];
- Ука Эйлин Лозано Джеффс[Комм. 7];
- Гильермо Адольф Шиллинг Рохас[Комм. 8];
- Хосе Эдуардо Итурриага Арангис;
- Луис Гильермо Перес Гонсалес;
- Луис Сезар «Фифо» Пальма Хименес[Комм. 9];
- Рафаэль Мардон Сен-Жан[Комм. 10];
- Адольфо Пальма Рамирес[Комм. 11];
- Энрике Кирос Руис;
- Вильфредо Умберто Перри Гонсалес;
- Одильо Кастаньо Хименес[Комм. 12];
- Карлос Фернандо Фариас Корралес;
- Хуан Заккони Кироз;
- Андрес Пабло Потин Лайлакар.

Все они были причастны к деятельности ПИЛ, «Роландо Матуса», Национальной партии и партии «Радикальная демократия». В ходе следственных действий было установлено, что именно эта банда осуществила убийство Арайи, после чего командование ВМС 8 августа 1973 года запретило СМИ сообщать о ходе расследования. Все террористы были переданы для суда в военно-морской трибунал, однако только один из них (Гильермо Клавери) был приговорён к трём годам и одному дню тюремного заключения (из которых не отбыл ни дня, т.к. бежал из заключения), а остальные оказались на свободе.
В 1981 году все участники покушения были помилованы Аугусто Пиночетом за «заслуги перед Родиной». Клавери был помилован ещё раньше по прямому указанию адмирала Хосе Мерино — члена военной хунты.

## Расследование 2005 года
В марте 2005 года сыновья Арайи обратились в 17-й Уголовный суд Сантьяго с иском против отставного офицера ВМС Чили Хорхе Элерса и ряда гражданских лиц, подозреваемых в соучастии в убийстве. Судья Патрисия Гонсалес возбудила уголовное дело против Элерса, проживавшего в тот момент в Германии. В начале 2006 года он дал показания, заявив, что Арайя был «абсолютно случайно» застрелен «в порядке самообороны». Было установлено, что Элерс непосредственно участвовал в убийстве, являлся связующим звеном между военными заговорщиками и ультраправыми боевиками, а также снабдил последних частью оружия.
Также были взяты новые показания у двух проституток, фигурировавших в материалах расследования 1973 года, которые подтвердили, что в ночь покушения на адъютанта президента находились на углу улицы Педро-де-Вальдивия, слышали выстрелы и видели, как двое мужчин (один из них с винтовкой в руках) прибежали к фургону, на котором покинули место происшествия.

### Баллистическая экспертиза
Согласно данным проведённых по требованию сыновей Арайи в 2005 году судебно-медицинской и баллистической экспертиз, ни один из найденных чилийскими полицейскими в 1973 году у дома Арайи образцов оружия (три пистолета марки Orbea и одна винтовка марки Remington) не произвёл ставшего причиной смерти выстрела патроном .22 Long Rifle. При этом было установлено соответствие 7-ми гильз, найденных во время следственных действий в коммуне Провиденсия, 4-м гильзам от пистолета марки Orbea, найденным у дома убитого. Обнаружить винтовку Клавери — предполагаемое орудие убийства — не удалось. Как заявил детям Арайи отставной следователь Следственной полиции, смертельный выстрел был произведён, вероятнее всего, не с той позиции, откуда стрелял Клавери: «Вашего отца убил отборный стрелок, стрелявший в него с фронта — из того дома, в котором располагалось училище монахинь и который существует до сих пор». По его словам, следствие 1973 года пришло к схожим выводам, но до военного переворота не успело юридически закрепить их, при этом военно-морской трибунал полностью проигнорировал данные Следственной полиции.

## Возможная причастность США
Существует версия, что убийство Артуро Арайя было непосредственно организовано Центральным разведывательным управлением и Управлением военно-морской разведки США, заинтересованным в укреплении позиций участвовавшего в заговоре адмирала Хосе Мерино. Так как Арайя являлся связующим звеном между президентом Альенде и командованием ВМС, он по должности имел доступ ко всей информации о положении дел на флоте, помимо этого, именно через него верные правительству военнослужащие могли бы сообщить главе государства о подготовке путча. О своём личном участии в убийствах «нескольких политических деятелей» Чили упоминал агент ЦРУ Давид Санчес Моралес, прибывший в Чили после избрания Альенде в 1970 году.

## Память
В своей речи на церемонии приведения к присяге нового состава правительства 9 августа 1973 года Сальвадор Альенде назвал Арайю «жертвой фашистских происков», также он вспомнил о нём в речи при утверждении последнего состава своего кабинета 23 августа, назвав своим «уважаемым другом» и отметив, что он заплатил жизнью «за свою любовь к родине, и Чили не может забыть этого». «Зверское убийство» адъютанта чилийского президента также осудил Фидель Кастро.
В своём последнем обращении к народу в день военного переворота, переданном радиостанцией «Магальянес», Альенде отметил, что Арайя «остался верен традиции», верности которой Вооружённые силы учил генерал Шнайдер, и что оба они «стали жертвами тех социальных слоев, которые сегодня отсиживаются в своих домах, надеясь чужими руками вернуть себе власть, чтобы и дальше защищать свои барыши и привилегии».
27 июля 2006 года в Военно-морской школе имени Артуро Прата в Вальпараисо прошла памятная месса в честь Арайи, на которой присутствовала его вдова и дети. Главнокомандующий ВМС Чили адмирал Родольфо Кодина на церемонии не присутствовал, но встретился с сыновьями покойного, Артуро и Энрике.
Убийство Артуро Арайя — ключевой эпизод фильма режиссёра Андреса Вуда «Паук» (2019), посвящённого деятельности «Патриа и либертад».